# Georg Donberger
Georg Joseph Donberger CanReg (* 11. Februar 1709 in Bruck an der Leitha; † 2. April 1768 in Herzogenburg) war ein österreichischer Augustiner-Chorherr, Kapitular und Klosterkomponist.

## Leben
Donberger wurde auf den Namen Joannes Jacobus getauft, erhielt aber einem im 18. Jahrhundert verbreiteten Brauch entsprechend den Rufnamen Joseph nach seinem im Säuglingsalter verstorbenen älteren Bruder Hans Josephus.
Seine erste musikalische Ausbildung erhielt er beim Schulmeister seines Heimatortes. Ab 1720 kam er an das Wiener Jesuitenkolleg. Als frühe kompositorische Übungen verfasste er 1725 Sätze zu Gradus ad parnassum von Johann Joseph Fux. Proben daraus legte er Antonio Caldara vor, der sich daraufhin bereit erklärte, ihm Kompositionsunterricht zu erteilen.
1728 trat er ins Augustiner-Chorherrenstift Herzogenburg ein und nahm bei seiner Einkleidung als Novize 1729 den Ordensnamen Georg an. 1730 legte er die Profess ab. 1733 wurde er zum Priester geweiht und zugleich zum Regens chori ernannt. 1748 bis 1758 war er vorübergehend als Pfarradministrator nach Ponsee/NÖ berufen, doch da er in dieser Position vor allem ökonomisch nicht besonders erfolgreich agierte, kehrte er danach wieder als Chorregent nach Herzogenburg zurück.
Donberger hinterließ ein reichhaltiges v. a. kirchenmusikalisches Œuvre, das von seinen Zeitgenossen sehr geschätzt war. Unter seinen Messvertonungen sind auch seine Beiträge zur Entwicklung der „Credomesse“ beachtenswert, einer Form, bei der der Text des Glaubensbekenntnisses durch wiederholt eingeschobene „Credo“-Rufe des Chores besonders intensiv betont wird, und die Donberger von Vorbildern bei Francesco Bartolomeo Conti und Johann Georg Reinhardt übernahm.

## Werke
- über 50 Messen (davon 38 überliefert; einige Messen wurden Donberger fälschlich zugeschrieben)
- 3 Requiems
- mindestens ein Te Deum
- kleinere Kirchenwerke
- Kantaten
- Dramen
- Instrumentalwerke

## Aufnahmen/Tonträger
- Cantate Domino canticum novum. Auf: Jubilate Deo. Festliche Motetten zum Kirchenjahr. Freiburger Domsingknaben, Freiburger Domorchester, Raimund Hug. Ars Musici, 6135787, 1994.
- Missa „Dominus fortitudo mea“ und Te Deum. Auf: Geistliche Musik um 1750. Freiburger Domkapelle, Raimund Hug, Concilium Musicum Wien, Paul Angerer. Ars Musici, 4095730, 2001.
- Hymnus pro Festo Sancti Patris Augustini; Vesperae de Beata Maria Virgine. Auf: Musik aus dem Augustiner-Chorherrenstift Herzogenburg. cantus et musica freiburg, Raimund Hug. Spektral, 3265503, 2006.